# Plückhahn und Vogel

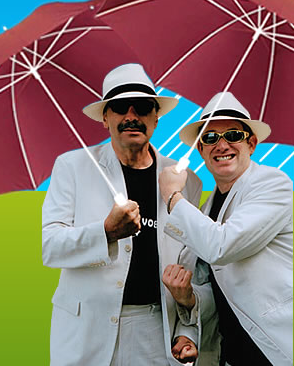
Dietrich Plückhahn und Daniel Vogel

Plückhahn und Vogel ist ein Berliner Musik-Kabarettduo, bestehend aus dem blinden Sänger und Juristen Dietrich Plückhahn (* 1954 in Berlin) und dem Pianisten Daniel Vogel (* 1975 in Mettmann).

## Schaffen
Das 2003 gegründete Duo betreibt „wirklich eigenständiges, trefflich satirisches, herrlich doofes und dämlich kluges Schlapplachlieder-Kabarett“ Bekannt sind sie zudem für die Bearbeitung klassischer Musikstücke, die sie mit satirischen Texten versehen. Neben ihren eigenen Programmen gibt es seit 2007 auch ein Extraprogramm mit Liedern von Georg Kreisler.

## Bühnenprogramme
- Neues aus dem Nebel (2003)
- Lausige Lüste (2004)
- Rette, wer sich kann! (2005)
- Pest off (2006)
- Unheilbar gesund (2007)
- Dschingis und sein Kahn (2008)

## Diskographie
- Neues aus dem Nebel (2003)
- Lügenpop (2004)
- Rette, wer sich kann! (2005)
- Dschingis und sein Kahn – Songs aus der Knautschzone (2008)
- Eingekreislert – Live! (2009)